# Von Geusau

Wapen in 1890

De familie Von Geusau behoort tot de oude adel van Thüringen. De stamvader is Balthasar von Geusau (15e eeuw). In Nederland heet een deel van de familie van Geusau, Alting von Geusau - hiervan een deel Alting van Geusau - en Valckenier von Geusau Carl von Geusau werd Freiherr in Neder-Oostenrijk en in Bohemen, resp. op 24 april 1815 en 30 oktober 1818.

## Nederlandse adel
De familie ging met haar wettige afstammelingen in mannelijke lijn door inlijving behoren tot de adel van het koninkrijk der Nederlanden met het predicaat van jonkheer en jonkvrouw. Inlijving gebeurde in 1816 voor jhr. Willem Arnold Alting Lamoraal von Geusau (1783-1855). Zijn zoon jhr. mr. Chrétien Pierre Gerard von Geusau (1809-1882) werd in 1842 benoemd in de Ridderschap van het hertogdom Limburg. Aan diens zoon mr. Gerard Theodoor Lamoraal van Geusau (1857-1906) werd in 1890 de titel van baron bij eerstgeboorte verleend; deze titel stierf met hem uit in 1906. De broers jhr. Adriaan von Geusau (1867-1944) en jhr. Pieter Gerhard Christiaan von Geusau (1884-1947) zijn de stamvaders van twee takken in Zuid-Afrika.

## Enkele telgen
Lamoraal von Geusau (1755-1785), opperkoopman in dienst van de VOC
- Jhr. Willem Arnold Alting Lamoraal von Geusau (1783-1855), burgemeester van Sint-Michielsgestel, lid provinciale en gedeputeerde staten van Noord-Brabant
  - Jhr. mr. Willem Arnold Alting Lamoraal von Geusau (1805-1868), burgemeester van Pijnacker 1837-1850, later van Voorburg 1851-1856
  - Jhr. mr. Chrétien Pierre Gerard von Geusau (1809-1882)
    - Jhr. W.A. Alting von Geusau (1836-1885), luitenant-kolonel der artillerie en schrijver van artikelen
      - Jhr. George August Alexander Alting von Geusau (1864-1937), minister van oorlog 1918-1920
        - Jhr. G.M.M. Alting von Geusau (1892-1975)
          - Prof. jhr. dr. Frans Alphons Marie Alting von Geusau (1933), hoogleraar Katholieke Universiteit Brabant 1965-1998

      - Jhr. Paul Auguste Alting von Geusau (1867-1894), schrijver en officier
        - Jhr. mr. Willem Henri Alting von Geusau (1894-1951), voorzitter van de landraad te Kediri en advocaat

      - Jhr. Jules Theodore Alting von Geusau (1881-1940), generaal-majoor der artillerie, commandant van het eerste legerkorps
        - Jhr. J.J.G. Alting von Geusau (1909-1978)
          - Prof. jhr. drs. Bob Jan Jules Alting van Geusau (1946-1999), hoogleraar Universiteit van Amsterdam

    - Jhr. C.A. von Geusau (1838-1916)
      - Jhr. Gillis Valckenier von Geusau (1878-1931), burgemeester van Blokzijl 1906-1918, dan van Geldermalsen 1918-1931